# Karl Allgöwer
Karl Allgöwer (Geislingen, 5 januari 1957) is een (West-)Duits voetballer die speelde als aanvallende middenvelder.

## Carrière
Allgöwer maakte zijn debuut voor de lokale ploeg SC Geislingen maar wist in 1977 een profcontract bij Stuttgarter Kickers te verwerven. In 1980 maakt hij de overstap naar stadsgenoot VfB Stuttgart waarmee hij landskampioen werd in 1984.
Hij speelde tien interlands voor West-Duitsland en nam deel aan het WK voetbal 1986 waar ze tweede werden.

## Erelijst
- VfB Stuttgart
  - Landskampioen: 1984

1 Schumacher ·
2 Briegel ·
3 Brehme ·
4 Förster ·
5 Herget ·
6 Eder ·
7 Littbarski ·
8 Matthäus ·
9 Völler ·
10 Magath ·
11 Rummenigge  ·
12 Stein ·
13 Allgöwer ·
14 Berthold ·
15 Augenthaler ·
16 Thon ·
17 Jakobs ·
18 Rahn ·
19 Allofs ·
20 Hoeneß ·
21 Rolff ·
22 Immel ·
Coach: Beckenbauer